# Juliet Anderson
Juliet Anderson (née Judith Carr le 23 juillet 1938 et décédée le 11 janvier 2010) est une actrice américaine de films pornographiques.
Entrée dans le monde de la pornographie à 39 ans, elle se bâtit une réputation d'actrice en jouant le premier rôle dans plus de 70 films.
Elle appartient aujourd'hui à l'AVN Hall of Fame qui regroupe les acteurs, actrices, réalisateurs et techniciens qui ont eu un impact très important sur l'industrie pornographique au cours d'une carrière d'au moins dix ans.